# Пелей (Еврипид)
«Пелей» (др.-греч. Πηλεύς) — трагедия древнегреческого драматурга Еврипида на сюжет, связанный с фессалийскими мифами. Её текст практически полностью утрачен. Заглавный герой — мифологический персонаж, царь мирмидонян, который отверг любовь Астидамии (жены Акаста, царя Иолка) и был из-за этого оклеветан. Попытки Акаста погубить Пелея закончились неудачей, позже Пелей взял Иолк и убил Астидамию. Предположительно об этом событии зрителям сообщалось в прорицании, звучавшем из уст какого-то бога.
Антиковеды отмечают, что бродячий сюжет об отвергнутой влюблённой, которая строит козни объекту своей страсти, Еврипид использовал в трагедиях «Ипполит, закрывающийся плащом», «Ипполит увенчанный», «Сфенебея».
Трагедию под названием «Пелей» написал и Софокл (её текст тоже утрачен). Пьесу Еврипида пародирует Аристофан в комедии «Всадники» (424 год до н. э.).